# N26
N26 (до червня 2016 — Number26) — європейський інтернет-банк з головним офісом у Берліні, що надає свої послуги на території ЄС, Великої Британії та США.
Банк не має відділень та обслуговує своїх клієнтів дистанційно.

## Історія
Фінансову компанію «Number26» було засновано в Німеччині у лютому 2013 року. Як фінансова установа компанія почала свою роботу у січні 2015 року.
До 2016 компанія працювала на основі ліцензії своїх партнерів Wirecard та Barzahlen, але згодом отримала власну ліцензію від Європейського центрального банку та стала першим інтернет-банком Європи.
У жовтні 2018 року N26 вийшов на ринок Великої Британії, а в липні 2019 року оформлення рахунку стало доступним для клієнтів у США.

## Сервіси
N26 надає усі послуги класичного банку, як-то: обслуговування поточного рахунку, випуск банківських карток, доступ до своїх рахунків, відкриття депозитів, обслуговування овердрафту, переказ коштів. На додачу до цього, за допомогою сервісів від партнерів банку, прямо в додатку можна оформити договір інвестування на ринку цінних паперів Європи, укласти договір страхування чи відкрити кредитну лінію.
Банк першим в Європі запропонував користувачам металеві картки MasterCard.